# Demonax jeanvoinei
Demonax jeanvoinei là một loài bọ cánh cứng trong họ Cerambycidae.